# Phyllophaga tejupilcas
Phyllophaga tejupilcas är en skalbaggsart som beskrevs av Saylor 1943. Phyllophaga tejupilcas ingår i släktet Phyllophaga och familjen Melolonthidae. Inga underarter finns listade i Catalogue of Life.